# Rombach (Gernsbach)

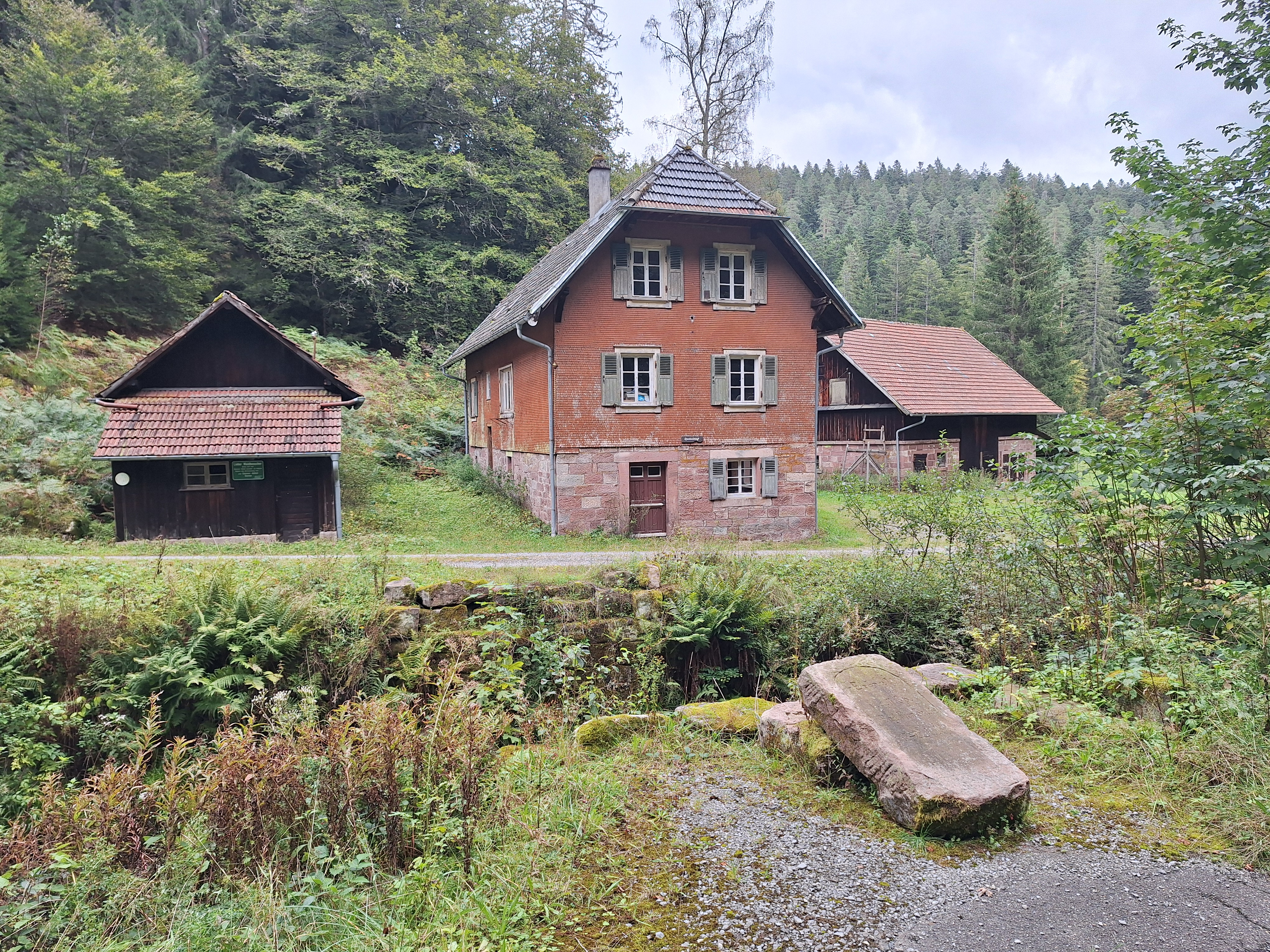
Der Rombachhof im Rombachtal

Rombach (auch Rombachhof) ist ein Wohnplatz in der Gemeinde Gernsbach im Landkreis Rastatt, Baden-Württemberg, der vor der Gemeindereform im Jahr 1975 zu Reichental gehörte.
Der Wohnplatz liegt im Tal des Rohnbachs, eines Zuflusses der Großen Enz, der im Oberlauf auch als Rombach bezeichnet wird. Rombach wird zu den Kolonistensiedlungen gezählt, die nach 1730 im Gebiet der heutigen Gemeinde Enzklösterle entstanden und in denen Holzknechte, Flößer, Köhler, Schmierebrenner, Harzer oder Fuhrleute lebten. Eine landwirtschaftliche Nutzung dieses entlegenen Teils des Nordschwarzwaldes war wegen des rauen Klimas, der hohen Niederschläge, der ungünstigen Topographie mit zahlreichen Felsblöcken sowie wegen des nährstoffarmen Buntsandsteins kaum möglich. Bei der Festlegung der Grenze zwischen Baden und Württemberg 1807 kam Rombach im Gegensatz zu den anderen Siedlungen zu Baden. Seinerzeit lebten vier Familien am linken Ufer des Bachs.

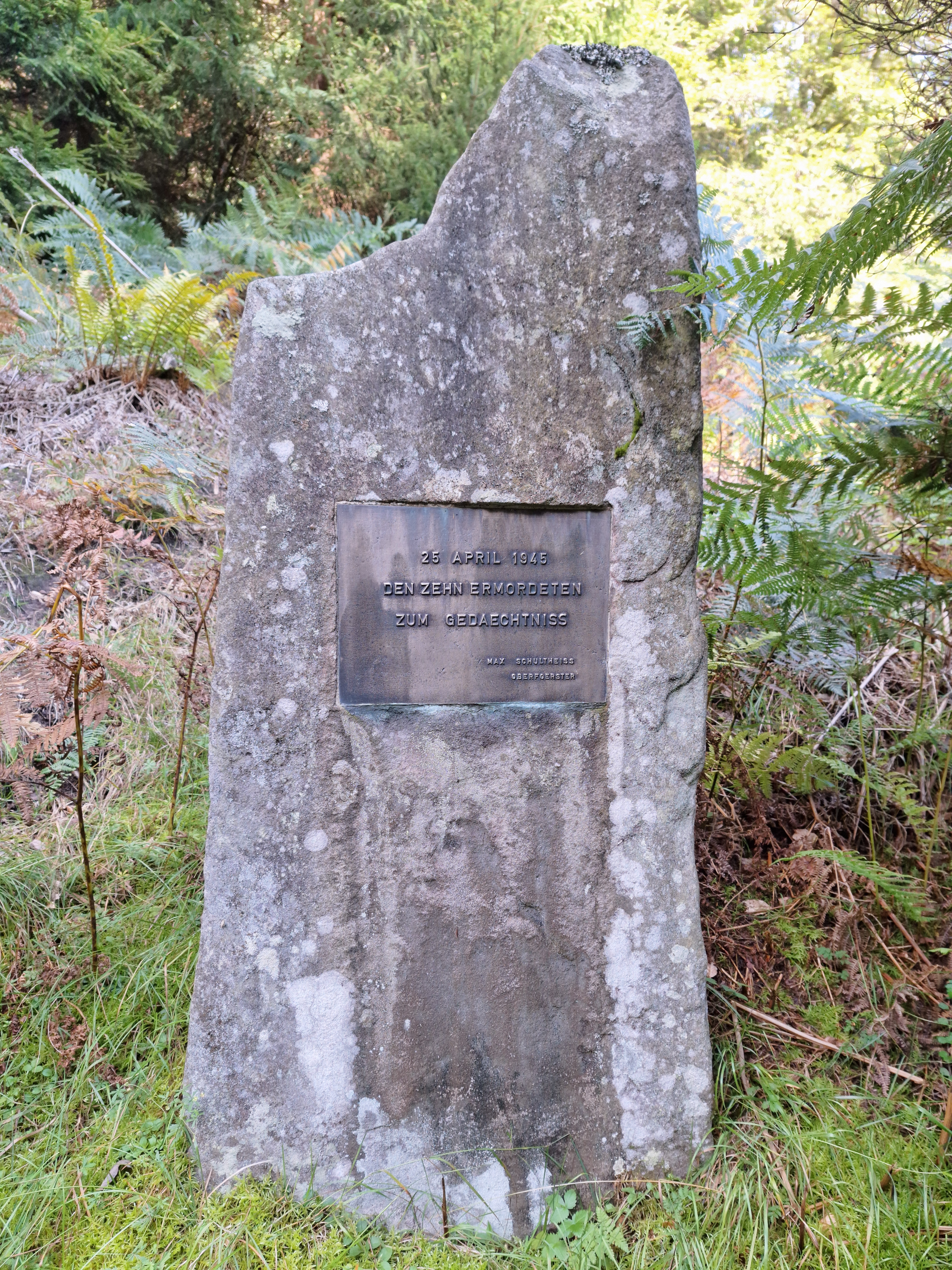
Gedenkstein für die zehn Ermordeten neben dem Forsthaus

Der Wald um Rombach gehörte vor 1835 zum Gernsbacher Stadtwald und wurde dann an einen Hauptmann Fülling verkauft. Fülling veräußerte seinen Besitz 1850 an seinen Schwippschwager Graf Ludwig von Langenstein. Langenstein beschäftigte einen Waldhüter, der in Rombach wohnte. 1856 erwarb der badische Staat den Wald und das Haus des Waldhüters; der Waldhüter wurde in den Staatsdienst übernommen. 1858 kaufte der Staat in Rombach das Haus und die Wiesen eines zweiten Kolonisten, der im folgenden Jahr nach Gernsbach verzog. 1874 wurde das rund 750 Hektar große Forstrevier Rombach als eines von vier Revieren des Staatsforstes Kaltenbronn eingerichtet.  Bei der Volkszählung 1905 lebten sieben Personen in einem Haushalt in Rombach, das ein Wohnplatz in der abgesonderten Gemarkung Kaltenbronn war.
In der Endphase des Zweiten Weltkrieges beschossen am 14. April 1945 deutsche Truppen französische Verbände, die von Kaltenbronn und dem Hohlohgebiet über Rombach Richtung Enzklösterle vorstießen. Der Förster und sein ältester Sohn wurden von der französischen Armee gefangen genommen. Am 25. April 1945 wurden im Forsthaus zehn Familienangehörige und Verwandte des Försters ermordet aufgefunden; einzig ein siebenjähriger Junge überlebte. Die Hintergründe der Morde wurden nie aufgeklärt. In der Gegenwart erinnert ein Gedenkstein an die Toten.
Rombach wurde bis in die 1960er Jahre als Forsthaus genutzt. Die Revierförsterei Rombach bestand 2007 noch; sie hatte ihren Sitz in Enzklösterle. Nach Angaben des Ministeriums für Ländlichen Raum und Verbraucherschutz Baden-Württemberg vom Dezember 2011 befindet sich das ehemalige Forsthaus in einem sehr schlechten baulichen Zustand; Anschlüsse an das öffentliche Strom-, Wasser-, Abwasser- und Telefonnetz fehlten. Das Gebäude wurde teilweise vom Landesforstbetrieb ForstBW als Materiallager und Schlechtwetterarbeitsplatz genutzt. Der im Januar 2010 gesendete Fernsehfilm Der Polizistinnenmörder aus der Kriminalreihe Tatort wurde zum Teil im ehemaligen Forsthaus gedreht. Eine Mitarbeiterin des SWR, die auf der Suche nach einem einsamen Haus im Schwarzwald war, war von einem Förster auf Rombach aufmerksam gemacht worden.